# ديف غراهام
ديف غراهام (بالإنجليزية: Dave Graham)‏ هو لاعب كرة قدم أمريكية أمريكي، ولد في 1 فبراير 1939 في بريدجبورت في الولايات المتحدة.

## وصلات خارجية
- ديف غراهام على موقع مرجع كرة القدم المحترفة.كوم (الإنجليزية)